# Luis Resto
Luis Edgardo Resto (Detroit, 4 de maio de 1969) é um produtor musical estadunidense, mais conhecido por trabalhar com o rapper Eminem desde o álbum The Eminem Show. Ele produziu "Lose Yourself", vencedora do Oscar de melhor canção original. Como Eminem não esteve na cerimônia, ele mesmo recebeu o prêmio.